# Paul Heider (Historiker)
Paul Heider (* 31. Dezember 1931 in Heudorf; † 4. August 2014) war ein deutscher Militärhistoriker und Oberst  der Nationalen Volksarmee (NVA). Er war Ordentlicher Professor an der Militärakademie „Friedrich Engels“ der NVA. Ab 1985 arbeitete er  am Militärgeschichtlichen Institut der DDR und war 1989/90 dessen letzter Direktor.

## Leben

### Herkunft und Ausbildung
Paul Heider wurde in Schlesien am 31. Dezember 1931 geboren. Nach der Vertreibung und Flucht beendete er die Schule in der neuen Heimat.
Mit seinem freiwilligen Eintritt im Januar 1949 wurde er Angehöriger der bewaffneten Organe – in der Hauptverwaltung Ausbildung (HVA), der Vorgänger-Organisation der Kasernierten Volkspolizei (KVP) der DDR.

### Laufbahn
Nach seiner Ernennung zum Offizier (1951) wurde er als Lehrer in der gesellschaftswissenschaftlichen Ausbildung an Schulen der Grenzpolizei eingesetzt. In den Jahren 1955 bis 1961 absolvierte Heider ein Fernstudium der Geschichte an der Humboldt-Universität in Berlin, das er als Diplomhistoriker abschloss. Im Herbst 1961 wurde er Hochschullehrer an der Militärakademie „Friedrich Engels“ (MAFE) der NVA. Heider war dort Fachgruppenleiter und Lehrstuhlleiter „Geschichte der Arbeiterbewegung / Militärgeschichte“.
Heider wurde im Jahr 1969 zum ersten akademischen Titel Doktor der Philosophie (Dr. phil.) promoviert. Heider setzte sich mit für damalige Verhältnisse ungewöhnlicher Offenheit mit der Politik der KPD in der Weimarer Republik kritisch auseinander und klärte auf über das noch weitgehend unter Verschluss gehaltene Thema des geheimen Militärapparats der KPD.
Im Jahr 1974 wurde Heider Mitglied des Wissenschaftlichen Rates des Militärgeschichtlichen Institutes (MGI) der DDR. 1978 folgte seine Promotion B (Dr. sc. phil.) und im Folgejahr die Berufung zum ordentlichen Professor (1979) für Geschichte der Arbeiterbewegung und Militärgeschichte an der Militärakademie.
Im Jahr 1984 wurde Heider Stellvertreter des Direktors für Forschung am Militärgeschichtlichen Institut der DDR (MGI) in Potsdam. Er verantwortete in dieser Zeit eine mehrbändige Edition zur deutschen Militärgeschichte von den Anfängen bis 1985. Während der friedlichen Revolution in der DDR wurde er am 1. September 1989 Nachfolger von Reinhard Brühl Direktor des MGI.

### Wissenschaftliche Arbeiten nach 1990
Paul Heider betätigte sich als Wissenschaftler und Autor zu militärgeschichtlichen und militärpolitischen Themen. Er lieferte wissenschaftliche Beiträge für Publikationen des Militärgeschichtlichen Forschungsamtes (MGFA) und unterzog die NVA und ihre Traditionsbezüge einer kritischen Bewertung.
Im Jahr 2003 wurde er Mitglied der Dresdener Studiengemeinschaft Sicherheitspolitik e. V. und publizierte in den DSS-Arbeitspapieren. 2004 wurde er Mitglied der Deutschen Kommission für Militärgeschichte.